# 貝伊謝希爾湖
37°47′0″N 31°33′0″E / 37.78333°N 31.55000°E

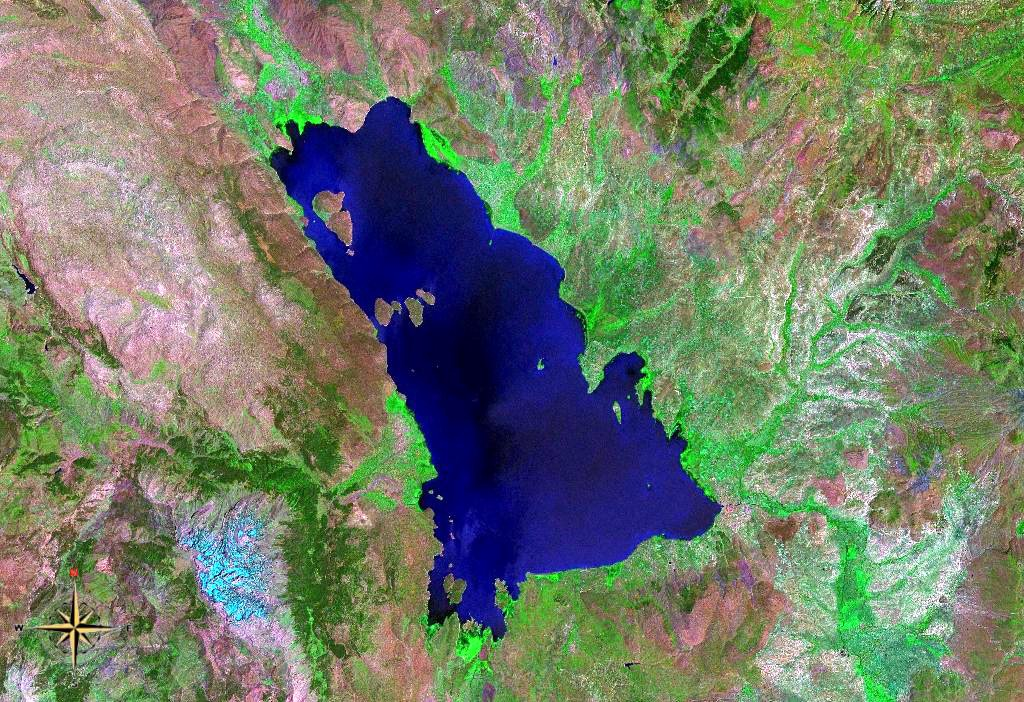
貝伊謝希爾湖

貝伊謝希爾湖（土耳其語：Beyşehir Gölü）是土耳其的湖泊，位於該國西南部，由伊斯帕爾塔省和科尼亞省負責管轄，長45公里、寬20公里，面積650平方公里，海拔高度1,123米，最大水深10米。

## 外部連結
- Lake Beyşehir （页面存档备份，存于） at BirdLife International
- Documentary by ADOKBEL (Association Of Anatolian Natural And Cultural Documentaries)
- Documentary by CNN Turk. Heryerde 1 Haber var. （土耳其文）